# Basilika Unserer Lieben Frau vom Berge (Mumbai)

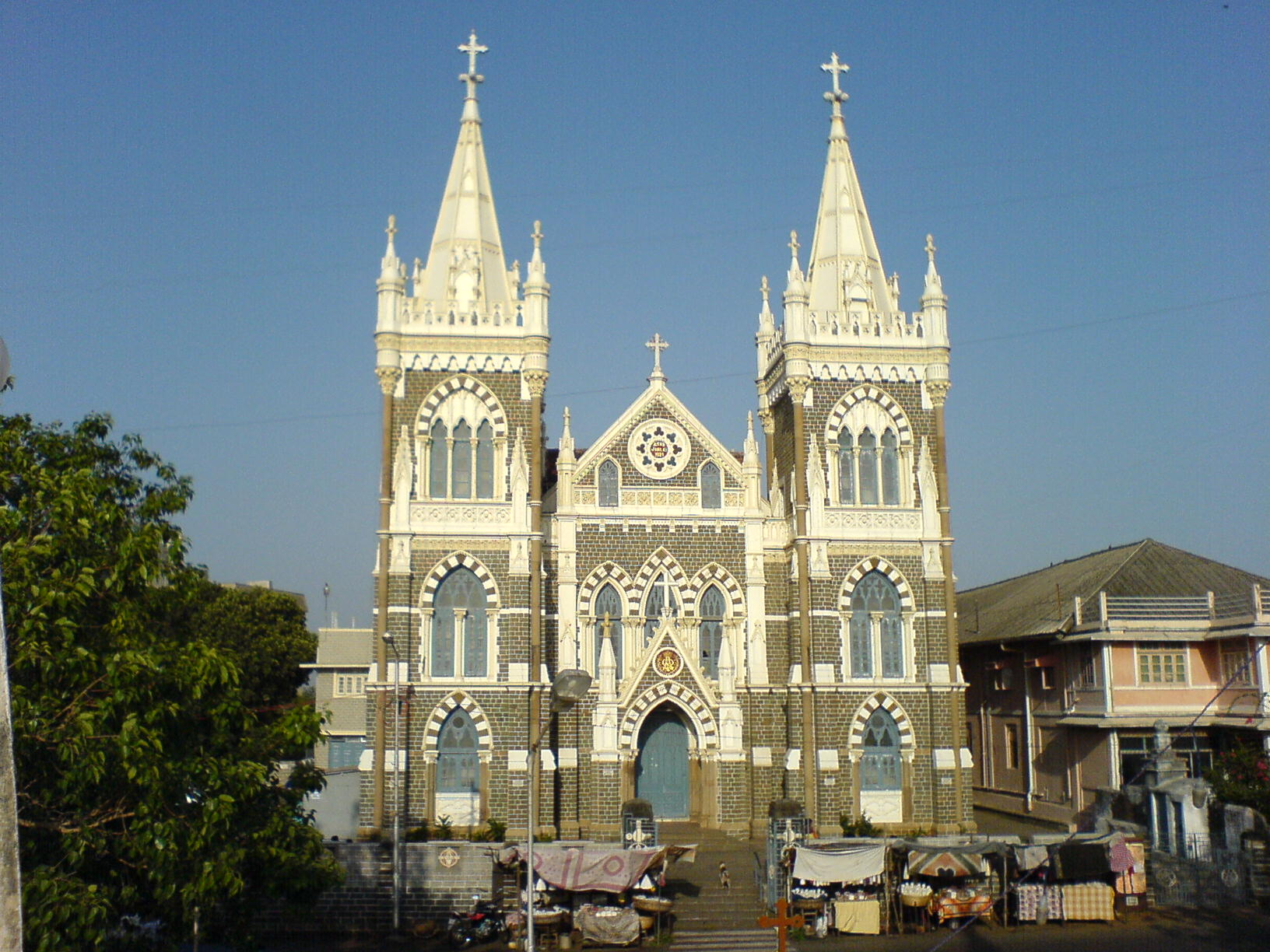
Fassade

Die Basilika Unserer Lieben Frau vom Berge (englisch Mount Mary’s Church, portugiesisch Nossa Senhora de Monte) ist eine römisch-katholische Kirche und Ziel einer Marienwallfahrt in Bandra, einem direkt am Meer gelegenen nördlichen Vorort von Mumbai, Indien. Die Kirche des Erzbistums Bombay ist der Gottesmutter Maria gewidmet und trägt den Titel einer Basilica minor. Sie wurde Anfang des 20. Jahrhunderts in lokaler neugotischer Bauweise errichtet und beherbergt eine Marienstatue aus Portugal.

## Geschichte

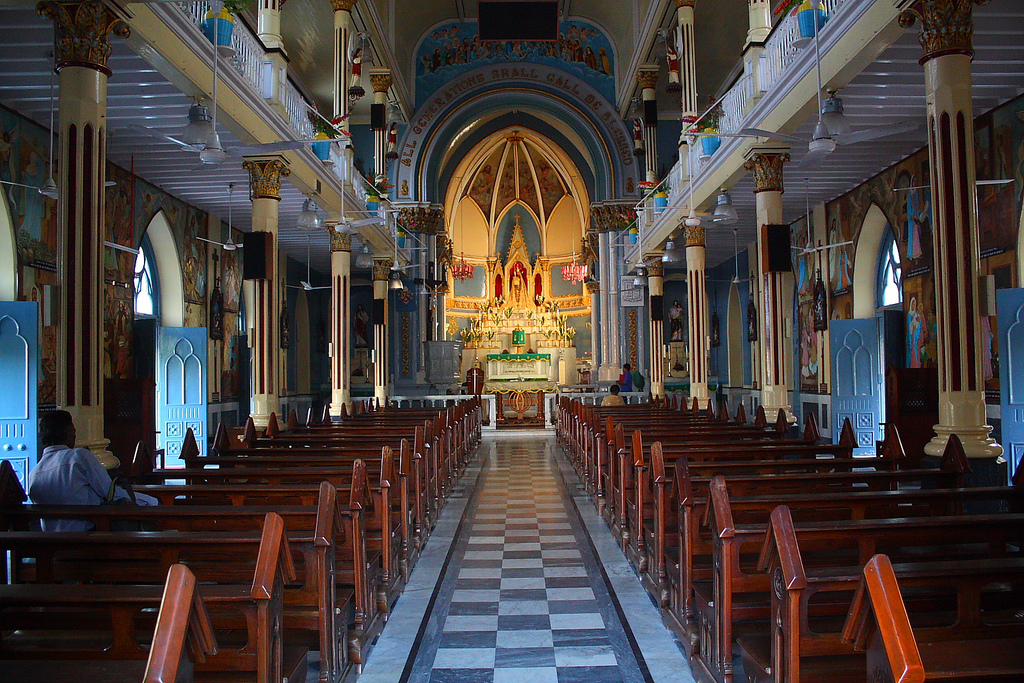
Innenraum der Basilika

Im 16. Jahrhundert war Bandra ein Fischerdorf der Koli, der heute zu einem lebhaften Vorort der indischen Metropole Mumbai wurde. Jesuiten-Missionare aus Portugal brachten 1570, wahrscheinlich über das Fort Bassein, eine hölzerne Marienstatue aus Portugal nach Bandra, für die ein bescheidenes Oratorium errichtet wurde, welches Pilger anzog. 1640 wurde das Oratorium zu einer Kapelle vergrößert, die zur neuen Pfarrei St. Andreas gehörte.
Am Ende des 17. Jahrhunderts zerstörten arabische Piraten die Kapelle und entstellten die Statue auf der Suche nach Gold und anderem wertvollem Material. Die Statue wurde durch eine andere aus der Pfarrei St. Andreas ersetzt. Der letzte Jesuit verließ das Heiligtum 1739, durch den Einmarsch der Marathen erfolgte eine unsichere Zeit des Stillstands. 1761 wurde das religiöse Gebäude zum dritten Mal wiederaufgebaut. Die alte Holzstatue, repariert und mit dem Zusatz des Jesuskindes, wurde wieder aufgestellt. Der Erzbischof von Goa setzte die Bruderschaft Nossa Senhora de Monte zur Betreuung ein. 1848 wurde mit Hilfe einer großen Spende eine Straße zum Heiligtum gebaut, das 1869 renoviert wurde. Ende des 19. Jahrhunderts erleichterte die Eröffnung der Eisenbahnlinie entlang der Westküste Indiens mit Halt in Bandra die Wallfahrt, wodurch die Zahl der Pilger stieg.
1902 wurde der Grundstein für das heutige, vierte Gebäude durch den Erzbischof António Sebastião Valente gelegt, der auch in dem Heiligtum beigesetzt wurde. Der Architekt S. N. Chandabhoy entwarf die Kirche im neobyzantinischen Stil in neogotischer, durch die Engländer geprägte Bauweise. Trotz einer lokalen Pestepidemie ging das Projekt voran und die Kirche wurde 1904 fertiggestellt zum 50-jährigen Jubiläums des Dogmas der Unbefleckten Empfaängnis. Auf einem felsigen Vorgebirge etwa 40 Meter über dem Arabischen Meer ist es von weitem sichtbar. Die alte, vollständig restaurierte Statue der Muttergottes befindet sich über dem Hauptaltar auf der Rückseite des Heiligtums.
1943 verlieh Bischof Thomas Roberts, Erzbischof von Bombay, dem Heiligtum einen unabhängigen Status mit eigenem Rektor. Anlässlich des Marianischen Jahres 1954 wurde gegenüber der Kirche ein Oratorium der Madonna von Fatima errichtet. Die Statue der Muttergottes vom Berge besuchte die Pfarreien von Bombay und der Vorort. Als sie am 5. Dezember zurückkehrte, wurde sie von Valerian Kardinal Gracias gekrönt, der früher Gemeindeseelsorger in Bandra gewesen war. Im selben Jahr, 1954, wurde das Heiligtum von Papst Pius XII. in seiner Bedeutung als Marienwallfahrtsort zu einer Basilica minor erhoben. Während des 38. Eucharistischen Weltkongresses besuchte Paul VI. 1964 die Basilika, 1986 folgte ihm Johannes Paul II. während seines Pastoralbesuchs.

## Architektur

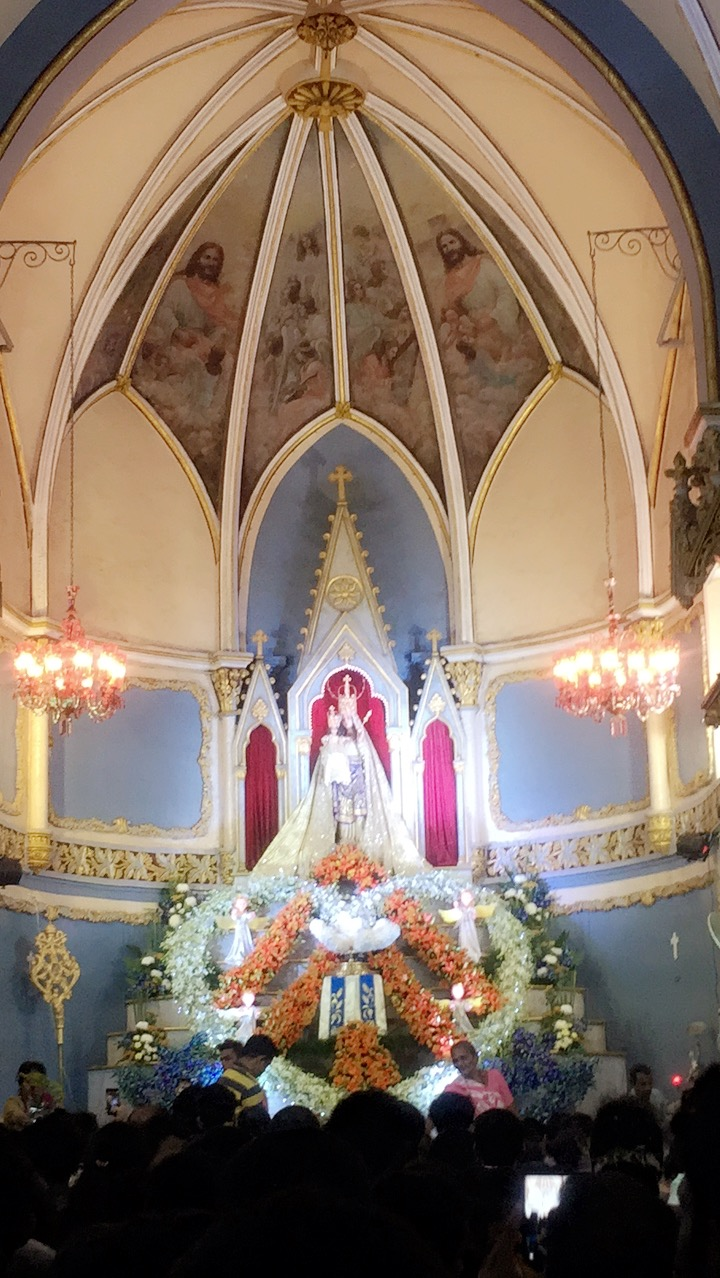
Hochaltar während Bandra fare

Der Architekt S. N. Chandabhoy entwarf die Kirche in neugotischer, durch die Engländer geprägte Bauweise. Die farbenfrohe Ausgestaltung erfolgte neubyzantinisch-indisch. Die 21 m breite Doppelturmfassade weist hanglagig zum Meer. Die Backsteinmauern sind mit Naturstein abgesetzt. Die untere Etage umfasst zwischen zwei Fenstern die hölzerne Haupttüre, die mit zwei neugotischen Steinbögen vor der Witterung geschützt ist, welche von Säulen flankiert werden. Die zweite Etage besitzt fünf Fenster und Mariensymbole. Die dritte Etage bildet ein dreieckiger Giebel mit einem Rosettenfenster und dem Baujahr. Die Kirchtürme haben pyramidenförmige Dächer mit Kreuzen, die etwa 30 Meter hoch ragen. Beide tragen Glocken.
Die Kirche ist als dreischiffige Basilika ausgeführt, das Langhaus misst von 30 Meter. Der Altarraum ist erhöht und präsentiert in einer runden Apsis hinter einem Triumphbogen den Hochaltar mit der Marienstatue. Über den Seitenschiffen sind Galerien ausgebaut, die Säulen sind in Teakholz ausgeführt. Die Seitenwände sind mit großflächigen Bildern zum Leben Maria ausgestaltet. Die Seitenaltäre sind Josef dem Arbeiter und dem Herz Jesu geweiht.

## Wallfahrt
Die Fischer aus dem Volk der Koli, sowohl Hindus als auch Christen, haben das Heiligtum seit seiner Entstehung besucht. Das Hauptfest des Marienheiligtums unter dem Namen Bandra-Fair ist das Fest Mariä Geburt am 8. September, das hier jedoch am folgenden Sonntag gefeiert wird. Dies ist der Anlass einer großen Bandra-Messe, die eine Woche dauert und den gesamten Bezirk belebt. Es ist die Zeit der größten Wallfahrt, sowohl einzelner Pilger als auch von Gruppen. Viele Tausende, Christen und andere, besuchen die Basilika in einem synkretistischen Volksfest.